# Археологічний музей Львівського університету
Археологічний музей ЛНУ — музей, розташований в одній з аудиторій Львівського національного університету імені Івана Франка.

## Історія
Формування археологічних колекцій у Львівському університеті (тоді Львівському університеті короля Яна Казимира) почалося 1893 року, коли завдяки зусиллям професора класичної філології Людвіка Цвіклінского був створений Археологічний кабінет, який фінансувався за рахунок урядових дотацій і приватних пожертв. Тоді експозиція складалася з оригіналів, копій, фотографій і малюнків пам'ятників античного мистецтва, а також колекції (близько 1,5 тис. знахідок) з розкопок професора Ізидора Шараневича на могильнику висоцької культури у с. Чехи (нині с. Лугове Бродівського району Львівської області).
З часом колекція Археологічного музею поповнювалася за рахунок щорічних археологічних експедицій співробітників університету, працівників відділу археології Інституту суспільних наук АН УРСР, а також випадково виявлених предметів, які надходили від студентів, вчителів історії, краєзнавців.

## Експозиція музею
Колекція Археологічного музею ЛНУ, що розмістилася в 4 залах, включає археологічні матеріали, що охоплюють період розвитку людини, починаючи від палеоліту і закінчуючи пізнім середньовіччям.

### Зал I. Період палеоліту і мезоліту
У першому залі демонструються матеріали періоду давньої кам'яної доби в Середньому Подністров'ї, численні знаряддя праці з кременю і предмети побуту, знайдені на стоянках первісної людини поблизу с. Молодово Чернівецької області. Вони демонструють, як поступово удосконалювалася техніка виготовлення знарядь — від примітивних, грубо оббитих каменів і ручних рубав до різноманітних спеціалізованих виробів з кременю та кісток тварин. Доповненням до експозиції є діорама-реконструкція палеолітичного наземного житла, залишки якого виявлено на цій же пам'ятці. Його вважають одним з найстаріших в Європі і датують віком понад 40 тисяч років. Уявлення про тогочасної фауни становлять експоновані кістки викопних тварин, зокрема, мамонта, шерстистого носорога, північного оленя.
У цьому ж залі виставлені матеріали мезолітичних часів — мініатюрні крем'яні знаряддя з гострими краями (мікроліти), які служили вкладками до списів, гарпунам, а також наконечниками стріл. Ці інструменти свідчать про перехід первісних людей до індивідуальних форм полювання.

### Зал II. Період неоліту, енеоліту і ранньої бронзи
Другий зал відображає історію людини під час неоліту, мідно-кам'яної та ранніх етапів бронзової доби. Неолітичний час представлений знахідкамикультури лінійно-стрічкової кераміки з багатошарової пам'ятки поблизу с. Тадані. Це знахідки різноманітних крем'яних знарядь праці і керамічного посуду.
Багато представлений в експозиції музею період енеоліту. Ареал досліджених пам'яток охоплює землі історичної Галичини та Волині — це пам'ятки поблизу Белза, Червонограда, Зимового, Листвина, Таданів, Голишева, Добрячина, Хоріва та ряду інших. Представлені цілі форми керамічного посуду, прясельця, численні крем'яні знаряддя праці (сокири, серпи, ножі, скребки), кістяні вироби (шила, проколки, декоративні нашивки і накладки на одяг), що належали населенню таких культур, як лендельська, лійчастого посуду.
Особливе місце в експозиції займає розділ, присвячений трипільській культурі. В експозиції представлені розписні керамічні горщики с. Кошилевці та розписна миска з трипільського поселення в печері Вертеба поблизу с. Більче-Золоте тепер Борщівського району Тернопільської області). Важливе місце відведено і трипільській зооморфній та антропоморфній пластиці.
Ранній період бронзової доби представлений артефактами таких культур, як шнурової кераміки, городецько-здовбицької, стрижівської. Ці знахідки походять з пам'яток Зозів, Хрінники, Городок, Хорів, Кунисівці, Млинів. Це переважно керамічний посуд, оздоблений врізними різноманітними лінійними орнаментами у вигляді мотузки, крем'яні знаряддя праці — сокири, серпи, наконечники списів і стріл, ножі, краї яких загострені ретушшю. Увагу привертають мідні рибальські гачки з Городка Волинської обл.

### Зал III. Період пізньої бронзи та раннього заліза
Третій зал висвітлює віхи історії в період пізньобронзової епохи раннього заліза. Ці знахідки відносяться до Комарівської, лужицької, Ноуа, Висоцької, Латенської культур.
Цікавим є розділ, присвячений комарівській культурі, в якому представлений багатий похоронний інвентар з курганного поховання поблизу с. Іванна Рівненської обл. Це різноманітні глиняні посудини — від мініатюрних до гігантських, бронзові кинджал, наручні та ножні браслети. Серед експонатів, які характеризують культуру Ноуа, цікаві вироби з бронзи — кельт та різні бронзові знаряддя. Вони супроводжуються демонстрацією керамічних форм, що походять з пам'яток поблизу сіл Дем'янов, Острівець, Макарівка.
Особливої уваги заслуговує експозиція, присвячена Висоцькій культурі, оскільки першість у її виявленні і дослідженні належить вченим Львівського університету — М. Грушевському, В. Шараневичу, Т. Сулимирскому, Л. Крушельницької.
Це різні форми керамічного посуду (деякі з яких походять з розкопок В. Шараневича), фрагменти керамічного зображення птаха, вироби з кременю — серпи, ножі. Рівень розвитку висоцької культури висвітлюють матеріали з ґрунтового могильника, дослідженого в околицях р. Золочева. Вони представлені декоративними виробами з металу, мініатюрними глиняними посудинами та іншими речами.
В експозиції також є предмети матеріальної культури населення грецьких колоній Північного Причорномор'я. Відбуваються вони в основному з Ольвії, Херсонесу Таврійського, Тіри. Це предмети побутового вжитку, різні форми глиняного посуду.

### Зал IV. Стародавні слов'яни і Київська Русь.
Четвертий зал експозиції музею присвячений історії східних слов'ян до середини XIII століття Тут представлені матеріали липицької, пшеворської, черняхівської, празько-корчацкой культур, колекція предметів озброєння пшеворської воїнів і комплекс залізних знарядь праці черняхівських племен, римські імпорти з багатого липицкого поховання поблизу с. Чижикова.
Важливе місце в експозиції музею займають знахідки з одного з небагатьох ранньослов'янських городищ у с. Холодно Волинської обл. Це насамперед різні вироби з металів — прикраси, предмети побуту, ливарні форми і тиглі для виготовлення різних виробів.
Княжий період VIII—XIII століть представлений знахідками з літописних Галича, Плеснеска, Судової Вишні. У Пліснеську були знайдені різноманітні вироби з металів — предмети озброєння (наконечники стріл, списів, сокири), знаряддя праці (наральники, чересла), прикраси (кільця, підвіски), скляні браслети. Привертають увагу глиняні розписні писанки. Кілька керамічних плиток з рельєфним орнаментом походженням з княжого Галича.